# Bière de garde

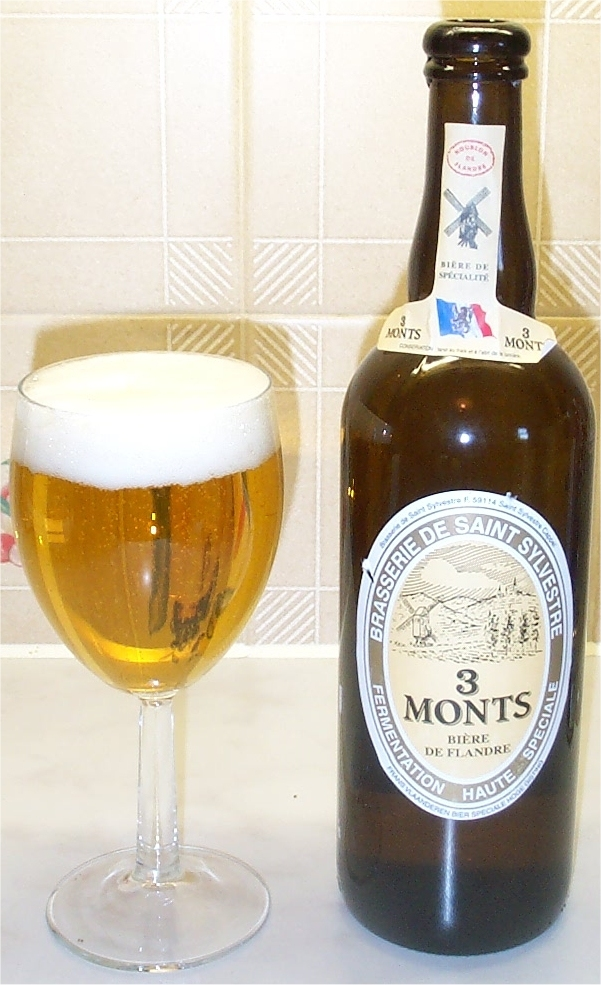
Una bière de garde chiara.

Bière de garde è uno stile di birra appartenente alla famiglia delle ale, prodotto tradizionalmente nella regione del Passo di Calais in Francia. Queste birre "rustiche" solitamente vengono fermentate in inverno e primavera, per evitare problemi di temperatura durante la stagione estiva.
Tipicamente, le birre di questo stile sono di colore ambrato ma variano da dorato a quasi nero. Come suggerisce il nome (lett. "birra di conservazione"), questo stile tradizionalmente è fatto maturare in bottiglie sigillate con tappo di sughero o in cantina per un periodo di tempo in bottiglia (e sigillato con un tappo di sughero), per essere consumato successivamente durante l'anno.
La maggior parte delle bière de garde sono artigianali, fermentate secondo tradizione in Francia, ma ne esistono anche prodotte da grandi aziende. Alcune delle più conosciute sono:
- Brasserie de Saint Sylvestre, 3 Monts (con l'8,5% vol di alcool);
- Brasseurs Duyck, Jenlain (con il 6,5% vol di alcool).
- Brasserie La Choulette, Ambrée (con il 7,5% vol di alcool);
- Les Brasseurs de Gayant, La Blonde de Ch'Nord (con il 7,2% vol di alcool), Lutèce (6,4% vol di alcool).

Bières de garde americane:
- Jolly Pumpkin Artisan Ales, La Roja (con il 7,5% vol di alcool);
- Jolly Pumpkin Artisan Ales, Oro de Calabaza (con l'8% vol di alcool);[1]
- Leelanau Brewing Company, Good Harbor Golden (con il 7,5% vol di alcool);[2]
- Two Brothers Brewing Company, Domaine DuPage (con il 5,9% vol di alcool).[3]